# Техническое обслуживание и ремонт

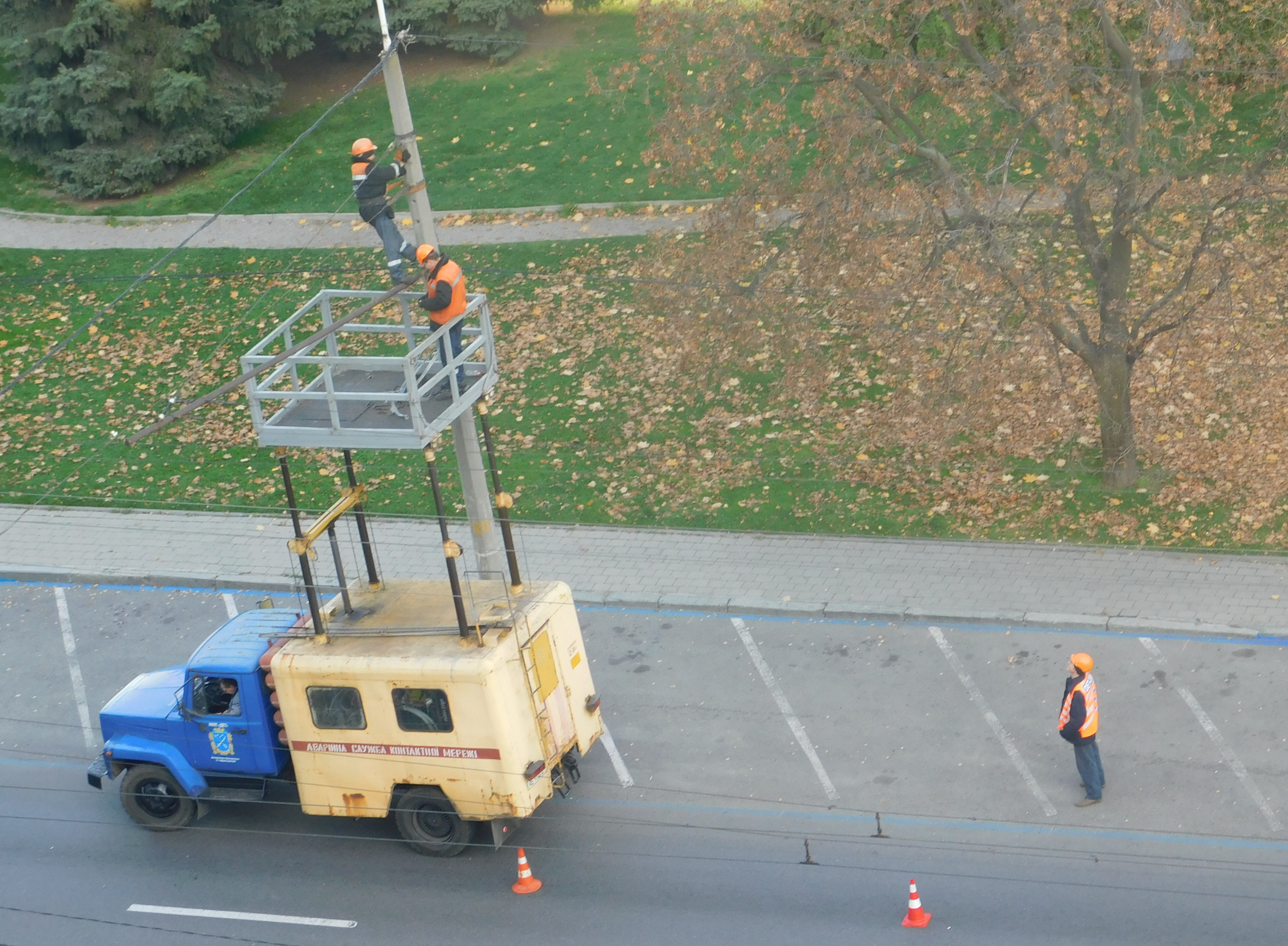
Ремонт уличного освещения.

Техническое обслуживание и ремонт (ТОиР) — комплекс технологических операций и организационных действий по поддержанию работоспособности или исправности объекта при использовании по назначению, ожидании, хранении и транспортировании (техническое обслуживание), а также по восстановлению работоспособности, исправности и ресурса объекта и/или его составных частей (ремонт). 
Работы ТОиР могут быть как плановыми (регламентированными), так и неплановыми (в связи с отказами и повреждениями).

## Методы ТОиР
Основная цель ТОиР — это предупреждение, своевременное выявление и устранение отказов и повреждений следующими мерами:
- контроль технического состояния в определенном объёме с определенной периодичностью;
- плановая замена элементов по достижении определенной наработки или календарного срока службы;
- плановые или в зависимости от технического состояния: смазка, зарядка, заправка маслом, топливом иными специальными жидкостями и газами;
- плановый и неплановый ремонт для устранения отказов, предотказных состояний и повреждений.

Возможны разные способы планирования работ по ТОиР:
- по событию — например, при отказе, что эффективно, если себестоимость ремонта относительно невысока, а последствия отказа не влияют на выполнение обязательств перед заказчиками;
- регламентное обслуживание — выполняется по заранее составленному плану (регламенту обслуживания), позволяющему поддерживать работоспособность оборудования, такой вид обслуживания дает самый высокий процент готовности оборудования, но он и самый дорогой, поскольку фактическое состояние оборудования в определенный регламентом момент времени может и не требовать работ по обслуживанию или ремонту;
- по состоянию — выполняется по результатам экспертной оценки или измерения параметров фактического технического состояния оборудования, для случая себестоимость обслуживания меньше, а готовность оборудования к применению достаточно высока.

Плановое (регламентированное) ТО включает в себя работы, выполняемые в соответствии с технической документацией в обязательном порядке после определенного пробега, наработки или временного интервала по заранее утвержденному регламенту. К таким работам обычно относятся: замена смазки в агрегатах, замена некоторых быстроизнашиваемых и легкозаменяемых деталей, испытания сосудов и грузоподъемных механизмов, регулировка и наладка ответственных рабочих машин (например, подъемных машин), периодическое техническое обслуживание по специальному графику и т. п., а также проверка технического состояния оборудования при помощи средств технической диагностики и визуально. Работы по регламентированному ТО обычно сопровождаются остановкой рабочих машин и проводятся по специальному графику. Неплановое (нерегламентированное) ТО включает в себя работы по чистке, обтяжке, регулировке, добавлению смазки, замене быстроизнашиваемых и легкозаменяемых деталей, и т. д. Потребность в этих работах выявляется при проведении периодических осмотров, мониторинга технического состояния с помощью диагностических систем и средств технической диагностики. Устраняются выявленные замечания во время технологических перерывов, переходов и обычно без остановки технологического процесса, или с кратковременной остановкой.
По видам и организации выполнения ремонт подразделяется на текущий ремонт — устранение отказов и повреждений путём замены износившейся составной части (кроме базовых) и капитальный ремонт — восстановление исправности (методами наплавки, напыления), при этом допускается замена любой составной части, включая базовые. Могут выделяться и другие виды ремонта в зависимости от вида техники (например, средний и др.).

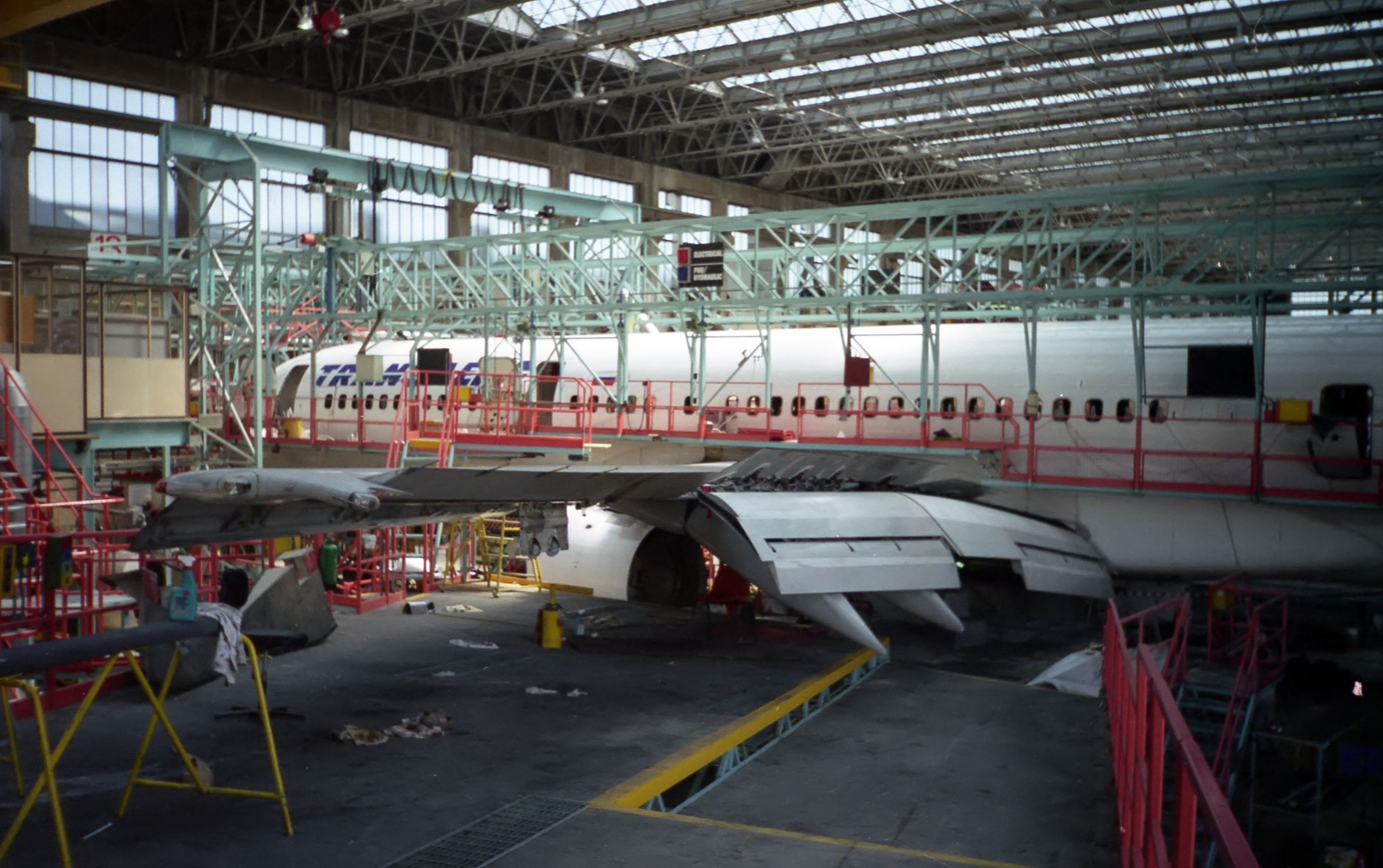
Выполнение формы C-check на самолёте Boeing 757 авиакомпании Transaero в цехе периодического ТО British Airways Engineering в Хитроу.

## Организация ТОиР
Организация комплекса работ по ТОиР на производственных предприятиях обычно предусматривает создание единого специализированного подразделения, руководитель которого (часто называемый главный механик) несёт ответственность перед руководством предприятия в отношении поддержания исправного (работоспособного) состояния оборудования. Таким подразделениям подчинены ремонтные цеха, а на небольших предприятиях — и энергетическое хозяйство.
Для информационной поддержки управленческих задач в области организации ТОиР и для автоматизации операций, выполняемых персоналом на предприятиях, используются модули ERP-систем или специализированные программные продукты (EAM-системы, CMMS-системы).